# Веханен, Петри
Пе́три Ве́ханен (фин. Petri Vehanen; 9 октября 1977, Раума, Финляндия) — финский хоккеист, вратарь. Чемпион мира 2011 года в составе сборной Финляндии. Обладатель Кубка Гагарина 2010 года в составе казанского «Ак Барса».

## Карьера
Выступал в командах:
- «Лукко» (Раума, Финляндия),
- «Викинг» (Норвегия),
- ФПС (Форсса, Финляндия),
- «Вал Пустериа Вулвз» (Брунико, Италия),
- «Мура» (Мура, Швеция),
- «Нефтехимик» (Нижнекамск, Россия),
- «Ак Барс» (Казань, Россия),

На чемпионате мира 2008 года в Квебеке/Галифаксе принял участие в одном из 9-ти матчей сборной Финляндии — 5 мая на первом групповом этапе против сборной Норвегии (3:2 ОТ). Отразил 17 бросков из 19 (89.5 %), пропустил 2 шайбы (1.95 за 60 минут). На чемпионате мира 2010 года стал основным вратарём сборной Финляндии. На чемпионате мира 2011 года был основным вратарем сборной, провел все матчи плей-офф, стал чемпионом мира.
Признан лучшим вратарём КХЛ (2010).

## Достижения
- Бронзовый призёр чемпионата мира 2008
- Обладатель Кубка Гагарина (2010)
- Лучший вратарь КХЛ (2010)
- Чемпион мира 2011
- Финалист Кубка Гагарина (2014)

## Статистика

### Клубная карьера
(данные до 2008 г. не приведены)
Последнее обновление: 13 мая 2017 года
|             |             |             | Регулярный сезон | Регулярный сезон | Регулярный сезон | Регулярный сезон | Регулярный сезон | Регулярный сезон | Регулярный сезон | Регулярный сезон | Плей-офф | Плей-офф | Плей-офф | Плей-офф | Плей-офф | Плей-офф | Плей-офф | Плей-офф |
| Сезон       | Команда     | Лига        | Игр              | В                | П                | Мин              | ПШ               | «0»              | КН               | %                | Игр      | В        | П        | Мин      | ПШ       | «0»      | КН       | %        |
| ----------- | ----------- | ----------- | ---------------- | ---------------- | ---------------- | ---------------- | ---------------- | ---------------- | ---------------- | ---------------- | -------- | -------- | -------- | -------- | -------- | -------- | -------- | -------- |
| 2009/10     | Ак Барс     | КХЛ         | 25               | 15               | 5                | 1527             | 44               | 3                | 1.73             | 93.5             | 22       | 15       | 7        | 1389     | 37       | 2        | 1.60     | 93.7     |
| 2010/11     | Ак Барс     | КХЛ         | 43               | 25               | 12               | 2538             | 89               | 2                | 2.10             | 92.7             | 9        | 5        | 4        | 544      | 12       | 3        | 1.32     | 95.7     |
| 2011/12     | Ак Барс     | КХЛ         | 42               | 16               | 17               | 2250             | 88               | 2                | 2.35             | 91.6             | 12       | 6        | 6        | 778      | 24       | 1        | 1.85     | 94.3     |
| 2013/14     | Лев         | КХЛ         | 41               | 20               | 13               | 2495             | 69               | 4                | 1.66             | 93.2             | 20       | 13       | 6        | 1275     | 45       | 3        | 2.12     | 91.8     |
| Всего в КХЛ | Всего в КХЛ | Всего в КХЛ | 151              | 76               | 47               | 8810             | 290              | 11               | 1.96             | 92.5             | 63       | 39       | 23       | 3986     | 118      | 9        | 1.72     | 93.8     |

### Международные соревнования
| Турнир  | Место | Игр | В | П | Мин | ПШ | «0» | КН   | %    |
| ------- | ----- | --- | - | - | --- | -- | --- | ---- | ---- |
| ЧМ-2008 |       | 1   | 1 | 0 | 61  | 2  | 0   | 1.95 | 89.5 |
| ЧМ-2010 | 6     | 3   | 2 | 1 | 180 | 7  | 1   | 2.33 | 91.8 |
| ЧМ-2011 |       | 8   | 5 | 1 | 388 | 8  | 1   | 1.24 | 95.4 |
| ЧМ-2012 |       |     |   |   |     |    |     |      |      |
| Всего   | Всего | 12  | 8 | 2 | 629 | 17 | 2   |      |      |